# Интерсекс
Интерсе́кс, интерсе́ксность, или интерсексуа́льность (лат. inter — между и лат. sexus — пол), — термины, означающие смешанное проявление мужских и женских половых признаков у особей раздельнополых видов (интерсексуальность), и организм, имеющий такие физические характеристики (интерсекс).
Термин «интерсексуальность» был введён в начале XX века биологом Рихардом Гольдшмидтом. Под этим термином в широком смысле интерсексуальность синонимична аномальному гермафродитизму, то есть обозначает наличие у раздельнополых в норме организмов одновременно и мужских, и женских признаков. При этом данные признаки проявляются в пределах одних и тех же частей тела. Таким образом, Гольдшмидт проводил различие между интерсексуальностью и мозаичным гинандроморфизмом (хотя другие учёные могут относить его к интерсексуальности). В этом смысле интерсексуальность является частным случаем аномального гермафродитизма.
В настоящее время, термин «интерсекс» широко применяется для описания группы людей с интерсекс-признаками. Согласно брошюре Управления Верховного комиссара ООН по правам человека интерсекс — это «человек, рождённый с половыми характеристиками (включая гениталии, половые железы и набор хромосом), которые не вписываются в стереотипы бинарной системы восприятия мужского и женского тела». Также брошюра указывает, что «интерсекс — обобщающий термин, объединяющий широкий спектр анатомических вариаций, встречающихся в природе».
Всемирная организация здравоохранения ООН не использует данный термин в Международной классификации болезней в 10-м и 11-м пересмотрах, но включает в неё различные формы нарушения полового развития. Некоторые активистские группы и правозащитники считают такое положение дел дискриминационным.
Некоторые интерсекс-люди определяют свою гендерную идентичность как «интерсекс», не идентифицируя себя ни с мужским, ни с женским гендером.
Существует около 40 интерсекс-вариаций, которые проявляются по-разному. Частота рождения детей с промежуточным типом гениталий составляет от 0,022 % до 0,05 %.

## Формирование и вариации пола
Рихард Гольдшмидт разделял интерсексуальность на генетическую (зиготную), возникающую из-за нарушения на уровне хромосом и генов, и гормональную, возникающую при нарушении в системе половых гормонов. Однако с развитием науки представление о биологии пола у учёных усложнились. Например, сексолог Джона Мани выделил следующие уровни пола:
1. Генетический (хромосомный) пол. Он возникает в момент оплодотворения благодаря появлению определённого набора половых хромосом. У млекопитающих набор XX определяет самку, а XY — самца;
2. Гонадный пол. Он возникает благодаря развитию тех или иных половых желез (гонад). Женские гонады называются яичниками, мужские — семенниками;
3. Гаметный пол. Половые железы вырабатывают половые клетки (гаметы). Женские гаметы называются яйцеклетками, мужские — сперматозоиды;
4. Гормональный пол зародыша. Он возникает благодаря воздействию на зародыш половых гормонов (мужских (андрогенов) и женских (эстрогенов));
5. Внутренний морфологический пол. Он возникает благодаря формированию внутренних половых органов;
6. Внешний морфологический (генитальный) пол. Он возникает благодаря формированию наружных половых органов (гениталий);
7. Под воздействием гормонов также формируется отделы головного мозга, отвечающие за половое поведение;
8. Пубертатный гормональный пол. Он возникает благодаря активизации выработки половых гормонов во время полового созревания;
9. Под влиянием гормонов формируются женские или мужские вторичные половые признаки (пубертатная морфология);
10. Под влиянием гормонов также формируются эротические переживания (пубертатный эротизм);
11. Психологическое самосознание формирует половую и сексуальную идентичности;
12. На основании общественного восприятия и документальной фиксации определяется гражданский пол (социальный и паспортный).

Соответственно промежуточные, интерсексуальные, гермафродитные вариации могут возникнуть на любом из этих уровней. Так, варианты на уровне хромосом представлены хромосомными болезнями, например, синдромом Клайнфельтера, когда у человека вместо обычного XX или XY набора возникают наборы: XXY, XXXY, XXYY, XXXXY, XXXYY. Также отмечают феномен мозаицизма: возникновение в разных клетках одного организма разного набора половых хромосом. Например, синдром смешанной дисгенезии гонад (X0/XY-мозаицизм), тетрагаметный химеризм (XX/XY). На уровне гонадного пола отмечают феномен истинного гермафродитизма, когда в одном организме есть ткани и мужских, и женских половых желез (редко сами эти железы). Остальные варианты морфологии описываются понятиями ложного гермафродитизма, пороков развития половых органов (код МКБ-10: Q50-Q56), адреногенитальных расстройств (код МКБ-10: E25) и др. Например, генитальный пол в зависимости от развитости наружных половых органов также может иметь вариации. Существуют специальные шкалы оценки, например, шкалы Куигли и Прадера.
При таких нарушениях, как смешанная дисгенезия гонад, овотестис, мозаицизм, фенотип может быть как ближе к мужскому, так и ближе к женскому.

## Описание
По оценкам экспертов, 0,05—1,7 % населения рождается с интерсекс-вариациями. Некоторые интерсекс-вариации обнаруживаются при рождении ребёнка. Другие становятся заметны только в период полового созревания или позже.
Во многих странах интерсекс-люди подвергаются медицинским вмешательствам. По утверждению справочного пособия ООН, детей подвергают медицинским процедурам «часто без необходимости» и это может иметь негативные последствия для их здоровья. Также пособие утверждает, что эти процедуры «регулярно осуществляются без полного, свободного и осознанного согласия человека, часто когда он ещё не способен участвовать в принятии решений в силу своего возраста, и могут нарушать право человека на физическую неприкосновенность, свободу от пыток и плохого обращения, а также на жизнь, свободную от вредных практик».
Различные интерсекс-вариации сегодня считаются патологиями и включены в официальные перечни медицинских диагнозов. При этом от самих интерсекс-людей нередко скрывают их диагнозы из-за социальной стигмы. Ряд врачей, исследователей и активисты движения за права интерсекс-людей указывают на то, что в действительности интерсекс-вариации — это естественное проявление биологического разнообразия и в них нет ничего по сути аномального или болезненного.
Принудительное лечение интерсекс-людей сегодня признаётся нарушением прав человека, с соответствующими заявлениями выступают международные и национальные организации по правам человека и этике, а также организации интерсекс-людей. В апреле 2015 года Мальта стала первым государством, запретившим медицинские вмешательства по изменению половой анатомии без согласия пациента, в том числе в отношении интерсекс-людей.

## Терминология

### Гермафродит
Термин «гермафродит» обозначает человека (или какой-либо другой организм), который имеет как мужские, так и женские репродуктивные органы. Он берёт начало в древнегреческой мифологии — мифах о Гермафродите, двуполом сыне богов Гермеса и Афродиты. В прошлом этот термин часто использовался для описания интерсекс-людей. В современном английском языке он применяется исключительно к растениям и животным, но в некоторых других языках всё ещё может частично применяться аналогично термину «интерсекс». Иногда интерсекс-люди продолжают применять этот термин к самим себе, особенно в не-англоязычном обществе. Хотя в настоящее время интерсекс-люди чаще расценивают термин «гермафродит» уничижительным, некоторые активисты занимаются его реклеймингом — использованием в качестве протеста с попыткой придать слову позитивное значение.

### Интерсексуальность
В 1917 году генетик Рихард Гольдшмидт использовал термин «интерсексуальность» (Intersexuality) в работе на английском языке «Интерсексуальность и эндокринный аспект пола». В 1931 году его работа вышла на немецком языке и был использован аналогичный немецкий термин Intersexualität. Эти публикации привели к широкому распространению термина в англо- и немецко-язычном мире, особенно в медицинских кругах. Термин «интерсексуальность» Гольдшмидт использовал для описания широкого круга неопределённых половых признаков, включая то, что было известно как гермафродитизм. Он также использовал термин «интерсексуал» (intersexual), который тоже был принят в медицинском сообществе. До Гольдшмидта некоторые авторы использовали термин «интерсексуальность» для описания того, что сейчас называют гомосексуальность и бисексуальностью. Сам Гольдшмидт высказывал предположения, что гомосексуальность может быть понята как форма интерсексуальности, но к 1931 году отказался связывать гомосексуальность с интерсексуальностью. Сейчас термин «интерсексуал» может использоваться в биомедицинской профессиональной среде конкретно в связи с описанием неопределённых анатомический половых вариаций.
Активисты из числа интерсекс-людей считают, что использование термина «интерсексуал» и «интерсексуальность» является нежелательным, поскольку данные термины вносят путаницу и ведут к ассоциированию интерсекс-вариаций с разновидностью сексуальных ориентаций, что не соответствует действительности и способствует стигматизации и дискриминации интерсекс-людей.

### Интерсекс
Некоторые люди с интерсекс-характеристиками причисляют себя к категории интерсекс-людей, тогда как другие нет. Австралийское социологическое исследование, опубликованное в 2016 году, показало, что 60 % респондентов использовали термин «интерсекс» для описания своих половых характеристик, включая людей, идентифицирующих себя как интерсекс, описывающих себя как имеющих интерсекс-вариации. Большинство респондентов, 75 %, считают себя мужчинами или женщинами. На сайте Института молекулярной биологии Квинслендского университета отмечается, что те, кто продвигает термин «интерсекс», более заметны в обществе, поэтому данный термин получил распространение в общественной и политической сферах.

### Нарушение формирования пола
«Нарушение формирования пола» (Disorders of sex development или DSD) — термин, созданный для объединения врождённых заболеваний, при которых развитие хромосомного, гонадального или анатомического пола является нетипичным. DSD классифицирует нарушения определения пола (disorders of sex determination) и нарушения дифференцировки пола (disorders of sex differentiation). Новая терминология была предложена в 2006 году на организованной совместно европейским и американским обществами детских эндокринологов международной конференции в Чикаго для замены термина «гермафродитизм». Члены Детского эндокринного общества Лоусона Уилкинса и Европейского общества детской эндокринологи отразили результаты этой конференции в документе, который носит название Консенсусного Чикагского заявления . Некоторые исследователи считают термин DSD спорным.
Международная классификация болезней Всемирной организации здравоохранения классифицирует интерсекс-признаки или состояния как нарушения формирования пола. DSD включено или упоминается в четырёх главах МКБ-11: в главе 5 (эндокринные, алиментарные и метаболические заболевания), главе 16 (заболевания мочеполовой системы), главе 17 (состояния, связанные с сексуальным здоровьем) и главе 20 (аномалии развития). DSM-5 Американской психиатрической ассоциации также признаёт диагноз DSD: в этой редакции критерии гендерной дисфории были пересмотрены таким образом, чтоб позволить включить в них лица с DSD.

#### Споры о термине
Аббревиатура DSD широко применяется в медицине, заменяя более старые термины, которые рассматриваются как стигматизирующие и бесполезные для клиницистов с научной точки зрения. Новая терминология соответствует классификации, которая отходит от связи с гендером и основывается на генетике, в частности, на анализе кариотипа. Терминология DSD подвергается критике со стороны защитников интересов интерсекс-пациентов, затронутых лиц, групп поддержки и учёных-гуманитариев. Критиков волнует то, что включение в название слова «нарушения» превращает телесные вариации в патологические состояния, требующие медицинского вмешательства, в то время как многие из них не вызывают неотложных проблем здоровья. Критики также часто считают, что распространённость таких вариаций не соответствует понятию «аномалия».
Некоторые из итогов Консенсусного Чикагского заявления содержат рекомендацию отложить необязательные с медицинской точки зрения вмешательства до того времени, когда ребёнок сможет сам принимать решения. Тем не менее, косметические операции не исключаются, поскольку медики считают, что эти операции уменьшает стресс родителей и улучшают общение. Консенсус врачей критикуется за то, что отдаёт предпочтение биомедицинскому нарративу, а не сосредотачивается на жизненном опыте людей и за оправдание указанных медицинских интервенций. В большинстве стран такие операции продолжают совершаться, несмотря на резолюции (мягкого права), принятые Советом Европы и Всемирной организацией здравоохранения.
Сайт Института молекулярной биологии Квинслендского университета отмечает, что группы защиты интересов интерсекс-людей возражают против термина DSD, выдвигая следующие соображения: отсутствие на конфереции в Чикаго достаточного количества интерсекс-людей, отрицание патологии интерсекс-вариаций, утверждение, что новая терминология может иметь негативные последствия для психического здоровья интерсекс-людей и создавать ненужную стигму. Вместе с тем, существуют противоположные мнения среди защитников интересов интерсекс-людей, которые выражают поддержку термину DSD, объясняя это пользой для тех, кто ищет доступ к страховке и медицинской помощи, и для тех, кто не возражает против описания своего состояния как признанного расстройства с определённой генетической причиной. Также звучит аргумент о том, что новая терминология может устраивать тех, кому не подходит термин «интерсекс», поскольку их биологический пол тесно связан с типичным мужским или женским полами.

#### Альтернативные мнения и использование языка
Исследования, проведённые в конце XX века[где?][кем?][какие?], привели к росту числа медицинских работников, согласных с тем, что различные интерсекс-вариации тела являются вариацией нормы, но при этом относительно редкими формами человеческого тела. Клиницист и исследователь Милтон Даймонд подчеркивает важность правильного выбора терминов при разговоре об интерсекс-людях:

Прежде всего, мы призываем использовать термины «типичный», «обычный» или «самый частый», там где на текущий момент чаще используется термин «нормальный». Когда это возможно, избегайте таких выражений, как недоразвитый или неразвитый, ошибки развития, дефектные гениталии, ненормальные или ошибки природы. Подчеркивайте, что все эти вариации являются биологически понятными, но статистически редкими.Оригинальный текст (англ.)Foremost, we advocate use of the terms “typical,” “usual,” or “most frequent” where it is more common to use the term “normal.” When possible avoid expressions like maldeveloped or undeveloped, errors of development, defective genitals, abnormal, or mistakes of nature. Emphasize that all of these conditions are biologically understandable while they are statistically uncommon.

#### Мнения внутри интерсекс-сообщества
Социологические исследования в Австралии, опубликованные в 2016 году, показали, что 3 % респондентов использовали термин «нарушения формирования пола» или «DSD» для описания своих половых характеристик, в то время как 21 % использовали термин при доступе к медицинской информации. Напротив, 60 % использовали термин «интерсекс» в той или иной форме, чтобы описать свои половые характеристики.
В исследованиях, проведенных в США в Детской больнице Лурье, Чикаго и группе поддержки AIS-DSD, опубликованной в 2017 году, было установлено, что терминология «нарушения развития пола» может отрицательно влиять на уход, восприниматься оскорбительно и приводить к более низкой посещаемости клиник.
Были предложены альтернативы такой терминологии, в том числе «вариации полового формирования». Organisation Intersex International (OII) ставит под сомнение причисление интерсекс-вариаций к болезням/инвалидности, предлагая отсрочку вмешательств (если только это не является медицинской необходимостью) до момента реализуемости полного информированного согласия вовлеченного лица. UK Intersex Association также очень критично относится к термину «нарушения» и указывает на то, что во время обсуждений новой терминологии было задействовано минимальное количество представителей интерсекс-людей, что привело к изменению терминологии. В мае 2016 года Interact Advocates for Intersex Youth также опубликовали заявление, осуждающее патологизирующий язык описания интерсекс-людей, указывая на «повышение общего понимания и принятия термина „интерсекс“».

## Интерсекс-вариации
Согласно Леонарду Саксу, интерсекс-вариации должны быть «ограничены теми случаями, в которых хромосомный пол противоречит фенотипическому или в котором фенотип не классифицируется как мужской или женский», это около 0,018 %. Но такое определение исключает синдром Клайнфельтера и многие другие вариации. Многие не одобряют такое определение. По классификации Энн Фаусто-Стерлинг 1,7 % новорождённых могут иметь интерсекс-вариации, включая такие, которые могут не проявиться до полового созревания или попытки зачать ребёнка. Леонард Сакс, в свою очередь, критикует её за такой подсчёт:
Самая оригинальная особенность книги Фаусто-Стерлинг заключается в её нежелании классифицировать истинные интерсексуальные вариации как патологические (Fausto-Sterling, 2000, стр. 113) … Она часто использует слово «естественное» синонимом к слову «нормальное». Однако «естественное» и «нормальное» не синонимы. Корова может родить двуглавого или сиамского теленка естественным путем, естественное определяется по Фаусто-Стерлинг как «произведённое природой». Тем не менее, двуглавый теленок неоспоримо является ненормальным состоянием. Фаусто-Стерлинг настаивает на том, что все комбинации половой анатомии считаются нормальными и, что классификация нормальной и аномальной половой анатомии — это просто социальные условности, предрассудки, которые могут и должны быть устранены просвещенной интеллигенцией. Этот тип экстремального социального конструктивизма мешает медикам, их пациентам и семьям пациентов. Расширение термина интерсекс, до включения «любого отклонения от платоновского идеала полового диморфизма» (Blackless et al., 2000, p. 152), как предполагает Фаусто-Стерлинг, лишает термин какого-либо клинически полезного смысла.
Многие вариации, исключённые из выборки Сакса, в настоящее время рассматриваются как нарушение формирования пола (НФП). Лица с этими диагнозами могут испытывать дискриминацию в силу их половых характеристик, включая «нормализующие» операции. Правозащитные организации, по мере возможности, призывают к демедикализации интерсекс-вариаций. Ниже перечислены некоторые интерсекс-вариации:
| Интерсекс-вариация (генотип)                                                                                          | Частота встречаемости |
| --- | --------------------- |
| Не XX, XY, синдром Клайнфельтера, синдром Шерешевского — Тёрнера                                                      | 1 на 1500—2000        |
| Трисомия по X-хромосоме (47,XXX)                                                                                      | 1 на 1000             |
| Синдром 48, XXYY | 1 на 18 000—40 000    |
| Синдром Клайнфельтера (47,XXY)                                                                                        | 1 на 500—1000         |
| Истинный гермафродитизм                                                                                               | 1 на 20 000           |
| Синдром Якобса (47,XYY)                                                                                               | 1 на 7000             |
| Синдром Шерешевского — Тёрнера (45,X)                                                                                 | 1 на 2500             |
| Овотестис (45,X/46,XY мозаицизм)                                                                                      | 1 на 83 000           |
| Смешанная дизгенезия гонад (45,X/46,XY мозаицизм)                                                                     | Неизвестно            |
| Синдром Свайера (XY дисгенезия гонад, женская гонадальная дисгенезия)                                                 | 1 на 80 000           |
| Синдром нечувствительности к андрогенам (46,XY)                                                                       | 1 на 99 000           |
| Синдром Рейфенштейна (46,XY)                                                                                          | 1 на 130 000          |
| Дефицит 5-альфа-редуктазы (46,XY)                                                                                     | Неизвестно            |
| Синдром де ля Шапеля (46, XX)                                                                                         | 1 на 20 000           |
| Синдром Майера — Рокитанского — Кустера — Хаузера (46,XX)                                                             | 1 на 4500             |
| Атрезия влагалища (46,XX)                                                                                             | 1 на 5000             |
| Классическая врождённая гиперплазия коры надпочечников (46,XY или 46,XX)                                              | 1 на 10 000—20 000    |
| Поздняя врождённая гиперплазия коры надпочечников (46,XY или 46,XX)                                                   | 1 на 50—1000          |
| Идиопатический (без видимого медицинского вмешательства; 46,XY или 46,XX)                                             | 1 на 110 000          |
| Ятрогенный (вызвано медикаментозным вмешательством, например, прогестин, вводимый беременной матери; 46,XY или 46,XX) | Неизвестно            |

Частота встречаемости вариаций может варьироваться:
- В Доминиканской Республике дефицит 5-альфа-редуктазы нередко встречается в городе Лас-Салинас. Мужчины с такой вариацией называются «гуэведосе» (исп. guevedoces — «яйца в двенадцать»). 12 из 13 семей в данной местности имеют одного или нескольких членов семьи мужского пола, которые являются носителем этого гена. В среднем в городе 1 из 90 мужчин является носителем[71].
- У инуитов зафиксирована большая частота встречаемости врождённой гиперплазии коры надпочечников (ВГКН) — 1 на 282[72][73][74].

## Медицинские вмешательства

### Обоснования
Медицинские вмешательства проводят для решения проблем физического и психического здоровья. Оба типа вмешательств являются предметом дебатов, особенно в том, что последствия хирургических (и многих гормональных) вмешательств являются пожизненными и необратимыми. Вопросы физического здоровья включают точную оценку уровней риска, необходимости и сроков.
Не существует клинического консенсуса относительно доказательной базы необходимости таких вмешательств. Такие операции являются предметом значительного разногласия из-за последствий, которые включают психологические травмы, влияют на сексуальную жизнь человека, а также являются нарушением прав на физическую и психическую неприкосновенность. На что указывают активисты и многочисленные доклады международных организаций по правам человека и здравоохранительных органов и комитетов по этике.

### Типы
- Феминизирующие и маскулинизирующие операции: хирургические операции зависят от диагноза, и часто возникает вопрос, следует ли вообще выполнять операцию. Как правило, операция проводится вскоре после рождения. Защитники практики утверждают, что людям необходимо четко идентифицировать себя как мужчин или женщин, чтобы они нормально жили в обществе. Часто говорят о психосоциальных причинах[81]. Это критикуется многими правозащитными организациями и активистами. В отличие от других эстетических хирургических процедур, выполняемых на грудных детях, таких как пластические операции при расщепленном нёбе, операции на половых органах могут привести к негативным последствиям в сексуальной жизни человека в более старшем возрасте или к чувству неполноценности[82].
- Психосоциальная поддержка: все заинтересованные стороны поддерживают психологическую поддержку. Участники третьего Международного интерсекс-форума в 2013 году также заявили: «Признание того, что медикализация и стигматизация интерсекс-людей приводят к серьёзным психологическим травмам и проблемам в психическом здоровье».
- Генетический отбор: этичность преимплантационной генетической диагностики в целях обнаружения случаев интерсекс-признаков была предметом 11 статей в выпуске «American Journal of Bioethics»[83], вышедшего в октябре 2013 года. Существует подтверждение прерывания беременностей, спровоцированных пренатальным тестированием, а также пренатальное гормональное лечение для предотвращения случаев появления интерсекс-детей[84].
- Медицинская фотография: фотографии половых гениталий интерсекс-детей используются в медицинских сообществах в целях документирования. Данная практика также является предметом дискуссий ввиду того, что фотографируемые дети и подростки могут испытывать чувство унижения и стыда от такой процедуры[85].

## Права человека и юридические вопросы
На текущий момент правозащитные организации уделяют всё больше внимания практикам корректирующих операций и вопросам дискриминации в отношении интерсекс-людей. Эти вопросы рассматриваются рядом международных организаций, в том числе Советом Европы, Управлением Верховного комиссара Организации Объединённых Наций по правам человека и Всемирной организацией здравоохранения.

### Телесная неприкосновенность
Интерсекс-люди могут сталкиваться со стигматизацией и дискриминацией с рождения или с момента обнаружения интерсекс-вариации. Это может включать в себя детоубийство, отказ от ребёнка и стигматизацию семей интерсекс-детей. В Восточной Африке матери интерсекс-детей могут быть обвинены в колдовстве, а рождение интерсекс-ребенка может быть воспринято как проклятие. Сообщалось об увольнениях и детоубийствах в Уганде, Кении, Южной Азии и Китае.
Интерсекс-активисты (такие как Дэн Кристиан Гаттас и другие) критикуют корректирующие операции, которым подвергаются младенцы, дети и подростки, утверждая, что такие операции не имеют медицинской необходимости, и что интерсекс-люди подвергаются ненужной патологизации. Медицинские вмешательства по изменению половых органов интерсекс-людей, без согласия пациента, проводятся во всех странах. Эти вмешательства часто выполняются с согласия родителей интерсекс-детей, в несовершеннолетнем возрасте, когда пациент юридически не может принять ответственное решение. Такая практика подвергается критике со стороны ВОЗ, других органов ООН, таких как Управление Верховного комиссара по правам человека, и всё большего числа региональных и национальных организаций из-за неблагоприятных последствий таких вмешательств, в том числе психологических травм, влияния на сексуальную жизнь человека и нарушения прав на физическую и психическую неприкосновенность. В 2015 году Совет Европы стал первой организацией, которая постановила, что интерсекс-люди имеют права не подвергаться корректирующим пол операциям.

### Информирование
В настоящее время в медицинском сообществе распространена практика умалчивания информации об интерсекс-вариациях от пациентов с разной степенью замалчивания. В ряде случаев информацию стараются скрыть не только от пациента, но и от его законных представителей (родителей или опекунов), при этом детям проводят корректирующие операции, не ставя в известность представителей ребёнка о характере проводимых операций. В менее радикальных случаях реальная информация доводится до сведения родителей или опекунов ребёнка, но в отношении самого пациента врачами выдается рекомендация не сообщать человеку правду о его анатомии. Помимо этого, врачами нередко даются рекомендации самим пациентам никогда никому не сообщать о своей особенности. Интерсекс-сообщество по всему миру не согласно и осуждает такую стратегию информирования интерсекс-людей.

### Борьба с дискриминацией
Поскольку тела интерсекс-людей в современном социуме считаются ненормальными, интерсекс-младенцы, дети, подростки и взрослые «часто подвергаются стигматизации и дискриминации, а также сталкиваются с многочисленными нарушениями прав человека», включая дискриминацию в сфере образования, здравоохранения, занятости, спорта и общественных услуг. В настоящее время лишь несколько стран целенаправленно защищают права интерсекс-людей, например, Австралия, Южная Африка и, в наибольшей степени, Мальта.

### Юридическое признание
Asia Pacific Forum of National Human Rights Institutions заявляет, что юридическое признание в первую очередь касается «интерсекс-людей, которым выдано свидетельство о рождении с мужским или женским гендерным маркером, которое могут пользоваться теми же юридическими правами, что и другие мужчины и женщины». В некоторых странах получение любого свидетельства о рождении для интерсекс-младенца может быть проблематично. В 2014 году в Кении суд установил право интерсекс-мальчика «Baby A» на свидетельство о рождении.
Как и все люди, интерсекс-дети могут воспитываться в соответствии с социальными нормами мужского или женского пола, но затем идентифицировать себя с другим полом, при этом большинство интерсекс-людей причисляют себя к тому полу, в котором воспитывались. В некоторых странах есть практика признания существования «третьего пола», однако это противоречивая практика, с которой не все согласны, когда третий пол выбирается для человека принудительно. Такие случаи зарегистрированы в Германии. Социологические исследования в Австралии, где существует гендерный маркер «Х», показало, что 19 % людей, родившихся с интерсекс-вариациями, выбрали вариант «Х» или «другой», 52 % — женщины, 23 % мужчин и 6 % не уверены.

### Судебные иски
Случаи взыскания компенсаций через суд за причинённый вред (от несогласованных с пациентом медицинских вмешательств) редки. Первый такой случай произошел с Кристианой Фёллинг в Германии в 2011 году. Второй случай был рассмотрен в Чили в 2012 году с участием ребёнка и родителей. Ещё один успешный случай был зарегистрирован в 2015 году в Германии. В США находится на рассмотрении иск, инициированный при участии Interact Advocates for Intersex Youth.

## Нарушения прав человека и дискриминация
Интерсекс-люди по всему миру регулярно сталкиваются с нарушениями их прав человека. Стандартной медицинской практикой в большинстве стран мира являются необратимые «нормализующие» операции, которые часто проводят ещё в младенчестве. Правозащитники, критикуя эту практику, называют такие операции калечащими (IGM — Intersex Genital Mutilation). Часто проведённые без медицинской необходимости и без полного и информированного добровольного согласия пациента, эти не являющиеся необходимыми операции нарушают право интерсекс-людей на физическую неприкосновенность и самоопределение. Организации, выступающие за права интерсекс-людей, называют такие операции «калечащими» и сравнивают с"женским обрезанием"
К подобным вмешательствам относятся удаление или уменьшение клитора, вагинопластика, удаление половых желез (гонадэктомия), «исправление» гипоспадии, гормональная терапия (в том числе, когда ребёнок ещё находится в утробе) и прочие вмешательства.
Эти операции часто имеют пожизненные крайне негативные последствия для здоровья: бесплодие, потеря чувствительности, потеря сексуальной функции, проблемы с мочеиспусканием, боль, шрамы, необходимость всю жизнь принимать заместительную гормональную терапию, психологические травмы и депрессия. Также в некоторых случаях для человека выбирают ошибочный пол.
По мнению правозащитников, это является нарушением прав человека. С соответствующими заявлениями выступили крупнейшие правозащитные организации по всему миру — ООН, в частности их Комитет против пыток и Комитет по правам ребёнка, Всемирная Организация Здравоохранения, Human Rights Watch, Агентство Европейского союза по основным правам, Совет Европы, Парламентская ассамблея Совета Европы и некоторые хирурги. Международная интерсекс-организация Organisation Intersex International Europe осуждает эту практику как калечащую, вредоносную, бесчеловечное обращение и насилие, часто сравниваемое с пытками.
Интерсекс-люди часто подвергаются дискриминации, социальной стигматизации и насилию, если становится известно об их интерсекс-вариациях. Часто интерсекс-детей подвергают хирургическим вмешательствам в попытке привести их внешний вид в соответствие со стереотипным представлением об одном из двух полов. Итогом таких процедур может стать бесплодие, недержание мочи, боли, утрата сексуальной чувствительности и депрессия. Существуют три основные проблемы: нарушение права на здоровье и физическую неприкосновенность, плохое обращение, право на равенство и отсутствие дискриминации. В России интерсексуальность описывается как синдром, отклонение, патология, мутация, они получают степень инвалидности.
Как следствие, интерсекс-люди сталкиваются с дискриминацией на работе, отсутствием доступа к социальным услугам. Многие эксперты, врачи и интерсекс-люди предпочитают использовать определение «нарушения формирования пола» или «НФП» вместо термина «интерсекс». Они считают это определение более точным, ищут пути для уменьшения стигмы.

## Средства правовой защиты
В 2015 году на Мальте был принят закон «Об утверждении сексуальной ориентации, гендерной идентичности и гендерного выражения» — первый закон, запрещающий проведение операций и процедур по изменению половых характеристик несовершеннолетних без их осознанного согласия. Закон также запрещает дискриминацию на основании половых характеристик. Наказанием для врачей и других специалистов является штраф в размере до 5000 евро или пять месяцев тюремного заключения. В 2013 году в Австралии был принят закон «О внесении поправок, касающихся дискриминации по признаку пола» — первый закон о недопущении дискриминации по интерсекс-характеристикам. В 2003 году в Австралии и Новой Зеландии в паспорт и другие идентификационные документы была введена специальная графа X в качестве категории «неопределённый» пол, помимо категорий «М» и «Ж». Эта категория предназначена специально для трансгендерных и интерсекс-людей. В 2013 году в Германии был принят закон о введении третьей графы X («третьего пола») в сертификате рождения. В 2005 году в ЮАР был принят закон «О недопустимости дискриминации по интерсекс-характеристикам». В 2013 году в Джерси (Великобритания) были принят закон о «Включении интерсекс-характеристик в определение „пол“ и недопустимости дискриминации на этом основании».

## История
Проявления интерсексуальности впервые были описаны античными авторами. Так, Диодор Сицилийский (I в. до н. э.) в книге XXXII-й своей «Исторической библиотеки» сообщает о женщине Ираиде из аравийского города Абы, дочери македонянина Диофанта, выданной им замуж за некого Самиада. Спустя год после свадьбы в результате болезни у Ираиды неожиданно проявились вторичные половые признаки мужчины, в результате чего она отвергла своего супруга и, надев мужское платье, даже приняла участие в войне в качестве всадника. Рассказав затем о похожем случае с греческой девушкой Калло из Эпидавра, сменившей пол с помощью искусных врачей и взявшей себе мужское имя Каллон, Диодор указывает на аналогичные случаи в Неаполе, Риме и Афинах, высмеивая распространённые в связи с этим суеверия и приводя параллели с миром диких животных на примере гиен.

## В обществе

### Художественная литература и СМИ
В романе Джеффри Эугенидеса «Средний пол» (получившем Пулитцеровскую премию) рассказчик и главный протагонист является интерсекс-человеком.
Фильмы и телесериалы про интерсекс-людей встречаются редко. Фильм XXY завоевал главный приз на «Неделе критиков» на Каннском кинофестивале в 2007 году и премию «Гойя» за лучший иностранный фильм на испанском языке в 2008 году.
Телесериал «Фальсификация» примечателен тем, что первым сделал интерсекс-человека главным персонажем сериала и при этом этого персонажа играл интерсекс-актер.

### Международные ассоциации
- Международные организации поддержки интерсекс-людей впервые появились в 1985 году, когда в Австралии была создана группа поддержки людей с синдромом нечувствительности к андрогенам.
- Intersex Society of North America (ISNA), возможно, было одной из первых подобных организаций, которые были открыты для людей независимо от вариаций; оно было создано в 1993 году и просуществовало до 2008 года.
- В 1996 году в Новой Зеландии создается ассоциация Intersex Trust Aotearoa New Zealand. В 1999 году в Аргентине создается Escrita en el Cuero, а в 2000 Intersex South Africa.
- Созданная в 2003 году Organisation Intersex International или OII продолжает расти и уже охватывает весь земной шар, имея филиалы во главе с интерсекс-людьми в 27 странах. Подобные организации помогают интерсекс-людям побороть свои страхи и не бояться мнения общественности, преодолевая социальную стигму[129].Я не могу вспомнить так много людей, которые раскрывают свой статус, делятся своими историями. Подобной видимости прежде никогда не существовало.Морган Карпентер
- В 2012 году в России создается организация «Ассоциация русскоязычных интерсекс-людей» (Association of Russian Speaking Intersex), целью которой является повышение осведомлённости об интерсекс-людях, содействие всестороннему осуществлению их прав и предоставление информационной, психологической, юридической и иных видов поддержки по вопросам интерсекс. В организацию входят интерсекс-люди, родители интерсекс-детей, а также все те, кому не безразлично положение интерсекс-людей в России и других регионах[136].
- В 2017 году в России создается организация «Интерсекс Россия | Intersex Russia», которая занимается «распространением достоверной информации по интерсекс-теме, борьбой за права интерсекс-людей и поддержкой интерсекс-сообщества в России»[137].

### События
День видимости интерсекс-людей — всемирный день распространения информации, призванный осветить проблемы, с которыми сталкиваются интерсекс-люди, который отмечается ежегодно 26 октября. Дата приурочена к первой публичной демонстрации интерсекс-людьми, которая состоялась в Бостоне 26 октября 1996 года.
День памяти интерсекс-людей, или День солидарности интерсекс-людей, — международный день, созданный, чтобы подчеркнуть проблемы, с которыми сталкиваются интерсекс-люди. Отмечается ежегодно 8 ноября. Дата выбрана в честь дня рождения Эркюлин Барбен, интерсекс-человека из Франции, чьи мемуары были опубликованы Мишелем Фуко.

### Флаг
Интерсекс-флаг был создан организацией Intersex International Australia в июле 2013 года. Организация стремилась создать символ без использования гендерных розовых и синих цветов. Флаг содержит жёлтый и фиолетовый, как «гермафродитные» цвета. Круг символизирует «целостность, полноту и потенциал. Мы по-прежнему боремся за телесную автономию и целостность гениталий, и это символизирует право быть тем кем, и как мы хотим быть».

### Религия
В иудаизме Талмуд содержит обширную дискуссию о статусе двух интерсекс-типов в еврейском праве; а именно андрогинный, который проявляет как мужские, так и женские наружные половые органы, и тумтум (ивр. טוּמְטוּם‎), который не проявляет ни того, ни другого. В 1970-х и 1980-х годах лечение интерсекс-младенцев стало обсуждаться в ортодоксальной еврейской медицинской галахе лидерами раввинов.

### Спорт
Неоднократно спортсменов исключали из соревнований, заставляли возвращать медали после обнаружения того, что они являлись интерсекс-людьми. Примеры включают Эрика Шинеггера, Диллему Фукье, Марию Хосе Мартинес-Патиньо и Санти Санарайджана. Станислава Валасевич (также известная как Стелла Уолш) была предметом посмертных споров.
Южноафриканская бегунья Кастер Семеня выиграла золото на чемпионате мира в беге на 800 метров для женщин и серебро на Олимпийских играх 2012 года. Когда Семеня выиграла золото на чемпионате мира, Международная ассоциация легкоатлетических федераций попросила провести тесты на верификацию пола. Результаты не были опубликованы, но Семеня была дисквалифицирована. Катрина Карказис, Ребекка Джордан-Янг и Сильвия Кампорези утверждали, что новая политика ИААФ в отношении «гиперандрогенизма» у спортсменок (применяемая, например, по делу «Dutee Chand»), созданная в ответ на дело Семеня, «значительно недоделанная», и что политика не защитит от нарушений конфиденциальности, потребует от спортсменов проходить ненужное лечение, чтобы допускаться до соревнований, и активизирует «гендерную политику». Они рекомендуют спортсменам соревноваться в соответствии с их законным полом.
В апреле 2014 года журнал BMJ сообщил, что несколько спортсменок были подвергнуты стерилизации и «частичной клиторидэктомии», чтобы остаться в спорте. Авторы отметили, что «частичная клиторидэктомия» была «не показана медицински, не относилась к реальному или воспринимаемому спортивному преимуществу». Интерсекс-активисты расценивают это вмешательство как «явно принудительное». В 2016 году Специальный докладчик ООН по вопросам здоровья Дайнюс Пурас раскритиковал «текущую и историческую» политику гендерного контроля, говоря, что «несколько спортсменов подверглись гонадэктомии (удаление репродуктивных органов) и частичной клиторидэктомии (форма калечащих операций на женских половых органах) в отсутствие симптомов или проблем со здоровьем».
Решением от 1 мая 2019 года Спортивный арбитражный суд (CAS) отклонил апелляцию южноафриканской бегуньи Кастер Семени к Международной ассоциации легкоатлетических федераций (IAAF). По новым правилам, олимпийская чемпионка должна будет снижать уровень тестостерона, чтобы участвовать в соревнованиях. CAS признал, что новая система допуска имеет дискриминационный характер. Но такая дискриминация «является необходимой, разумной и пропорциональной» для «сохранения целостности женской атлетики», говорится в решении, опубликованном на сайте суда.

## Известные интерсекс-люди
В 2017 году известная модель бельгийского происхождения Ханна Габи Одиль заявила, что является интерсекс-человеком. Родившаяся с диагнозом «синдром нечувствительности к андрогенам», генетически Ханна является мужчиной, однако, в связи с синдромом, её тело развивалось по женскому фенотипу. В 10 лет она перенесла операцию по удалению яичек, а в 18 вагинопластику. Сейчас Ханна Габи выступает против «нормализующих» операций, которым по настоянию врачей подвергаются многие интерсекс-дети.
Это такая же особенность, как цвет глаз или волос, и она не помешает вам стать тем, кем захотите.Ханна Габи Одиль

## Документальные фильмы
- 2014 — Герма. Интерсексуальность / Herma l’Intersexuation / Herma, XXY intersex (режиссёр Мелани Пельтье Пуарье / Melanie Pelletier Poirier)
- 2016 — Ни мальчик, ни девочка / Ni fille ni garcon (режиссёр Мирей Пари / Mireille Paris)
- 2020 — Как живут интерсекс-люди в России? (Документальный фильм Би-би-си)
- 2021 — Врачи и родители решали за спиной, кого из меня делать: мальчика или девочку. Интерсекс-люди в России (Документальный фильм Елены Погребижской)